# Straumsfjorden (Solund)
 For alternative betydninger, se Straumsfjorden. (Se også artikler, som begynder med Straumsfjorden)
Straumsfjorden er en sidefjord til Sognesjøen som er den yderste del af Sognefjorden i Vestland fylke i Norge. Den ligger i Solund kommune  mellem øgruppen Indrevær i vest og øen Ytre Sula i øst. Fjorden strækker sig omtrent 8 kilometer fra syd til nord.
Det sydlige indløb til fjorden ligger mellem holmene Storoksen og Litloksen i øst og Krokøerne i vest. Den nordlige grænse går mellem Stornova i øst og Store Floskjeret i vest. På østsiden ligger de to bebyggelser  Kolgrov og Hjønnevåg.